# Rolf Zinkernagel
Rolf Martin Zinkernagel (ur. 6 stycznia 1944) – szwajcarski lekarz immunolog, laureat Nagrody Nobla w roku 1996 w dziedzinie fizjologii i medycyny.

## Życiorys
Urodził się w Riehen, we wsi blisko Bazylei. Przez 25 lat mieszkał w domu zakupionym przez jego dziadka, profesora literatury niemieckiej na Uniwersytecie w Bazylei, w 1918 roku. Jego ojciec ukończył studia również w Bazylei w kierunku biologii pod okiem Adolfa Portmanna – zoologa i paleontologa.
Zinkernagel szkołę średnią ukończył w Riehen, w Bazylei, na kierunku matematyczno-przyrodniczym. Po maturze w roku 1962 wybrał studia medyczne, dzięki którym chciał otworzyć prywatną klinikę w górach. W trakcie studiów poznał swoją późniejszą żonę Kathrin, studiującą ten sam kierunek co on. W roku 1968 po ukończeniu studiów wzięli ślub. Pierwotnie zamierzali wyjechać do Afryki na placówkę medyczną, lecz z uwagi na brak doświadczenia nie uzyskali zgody na wyjazd.
W styczniu 1969 roku rozpoczął pracę na oddziale chirurgii w szpitalu w Bazylei. Po pierwszym roku pracy zapisał się na Uniwersytet w Zurichu na medycynę doświadczalną.
W tym samym czasie prowadził badania nad naczyniem włoskowatym wzrostu w nasadzie kości w Instytucie Anatomii na Uniwersytecie w Bazylei, pod kierunkiem R. Schenk i U. Riede. Tam też pobierał nauki z zakresu nowoczesnej medycyny, a w szczególności biologii molekularnej, biochemii, genetyce, neurobiologii i immunologii. W październiku 1970 spędził dwa lata na wydziale biochemii na Uniwersytecie Lozanny, pod kierunkiem H. Isliker, studiując immunologię, immuno-chemię i pracę doświadczalną w laboratorium.
W styczniu 1973 roku Rolf Zinkernagel wraz z rodziną przeniósł się do Canberry w Australii, gdzie pracował wraz z R. Blandem nad komórkami i ich odpornością przeciw salmonelli i listerii oraz badać rolę komórki pośredniej w mechanizmach odpornościowych przy chorobie zakaźnej.
W 1979 roku powrócił do Zurichu, gdzie objął profesurę na tamtejszym Uniwersytecie oraz został dyrektorem jego Instytutu Immunologii Eksperymentalnej.
W roku 1996 wraz z Australijczykiem Peterem Dohertym otrzymał Nagrodę Nobla za odkrycia związane z funkcjonowaniem systemu odpornościowego organizmu w momencie, gdy rozpoznaje on komórki zarażone przez wirusy. Naukowcy ci przedstawili mechanizm rozpoznawania tych komórek przez limfocyty. W 1999 otrzymał Pour le Mérite za Naukę i Sztukę.